# Black Mask
Black Mask (da. Sorte Maske) var et amerikansk kriminalnovellemagasin (et såkaldt pulp magazine), som udkom i perioden 1920-1951.
Bladet blev grundlagt af journalisten H. L. Mencken og teateranmelderen George Jean Nathan, og var oprindeligt tiltænkt at være et indbringende sideprojekt, der skulle finansiere deres ambitiøse men konstant underskudsgivende litteraturtidsskrift The Smart Set. Foruden kriminalnoveller af den hårdkogte type, indeholdt bladet også kærligheds-, eventyr- og gysernoveller.
Bladet lancerede bl.a. crime noir genrens grundlæggere Dashiell Hammett (med detektiverne Continental Op og Sam Spade) og Raymond Chandler, samt andre berømte krimiforfattere såsom Erle Stanley Gardner og Paul Cain.
I løbet af sidste halvdel af 1930'erne var bladet dog, på grund af konkurrence fra tegneseriehæfterne, i konstant nedgang indtil det endelig gik ind i 1951.
Bladet oplevede en kort genoplivning i 1985-87, hvor det blandt andet, foruden genoptryk af de oprindelige bidragsyderes historie, indeholdt historier af krimiforfatterne James Ellroy, Michael Collins, Sara Paretsky og Bill Pronzini. Men på grund af juridiske stridigheder om rettighederne til navnet, blev udgivelsen stoppet få år efter dets relancering.